# 底吾玛站
底吾玛站位于中国西藏自治区那曲地区安多县，海拔4585米，于2006年7月1日启用。该站为青藏铁路的无人驻守车站，由青藏铁路集团公司营运。

## 使用情况
底吾玛站是青藏铁路的无人站，有14列旅客列车经过此站，主要为拉萨到发的各类旅客列车。

## 始发车次
目前底吾玛站未有任何始发车次。

## 历史
- 2006年7月1日：底吾玛站建成启用。